# 楊醜
楊 醜（よう しゅう）は、中国後漢時代末期の人物。張楊配下の武将。
曹操と呂布が敵対し、主君の張楊が呂布に味方しようとした時、楊醜は張楊を殺害して曹操に与した。
後に楊醜もまた、張楊旧臣の眭固によって殺害された。